# Houstrup Strand
Houstrup Strand er en badestrand cirka fem km vest for Nørre Nebel i Vestjylland.
Under 2. verdenskrig var der en lille baraklejr (Hjortehuset) med infanterister der havde ansvaret for sikring af kysten ved Houstrup Strand. Nu er det en strand med almindelige badegæster. En anden del er tildelt naturisterne, som primært kommer fra Naturistforeningen Lyngboparken, en naturistcampingplads ved Henne Strand, der er opkaldt efter Christen Lyngbo.

## Eksterne kilder og henvisninger
- strandguide.dk
- houstrup-strand.dk/

|  | Denne artikel om lokaliteten Houstrup Strand kan blive bedre, hvis der indsættes et (bedre) billede. Du kan hjælpe ved at afsøge Wikimedia Commons for et passende billede eller lægge et op på Wikimedia Commons med en af de tilladte licenser og indsætte det i artiklen. |

55°46′0.58″N 8°10′41.03″Ø / 55.7668278°N 8.1780639°Ø